# Dioplosyllis tridentata
Dioplosyllis tridentata är en ringmaskart som beskrevs av Kudenov, Harris in Blake, Hilbig och Scott 1995. Dioplosyllis tridentata ingår i släktet Dioplosyllis och familjen Syllidae. Inga underarter finns listade i Catalogue of Life.